# 1906년 중간 올림픽 육상 남자 높이뛰기
1906년 중간 올림픽 육상 남자 높이뛰기는 그리스 아테네에서 개최된 1906년 중간 올림픽 육상의 세부 종목이다. 1906년 4월 30일부터 5월 1일까지 진행되었고 12개국에서 24명의 선수가 참가하였다.

## 경기장
| 도시   | 경기장              | 원어명             | 로마자               | 비고    |
| ------ | ------------------- | ------------------ | -------------------- | ------- |
| 아테네 | 파나티나이코 경기장 | Παναθηναϊκό στάδιο | Panathinaiko Stadium | 전 경기 |

## 경기 결과
| 순위 | 선수                            | 기록  | 비고 |
| ---- | ------------------------------- | ----- | ---- |
| 1    | 콘 리하이 (GBR)                 | 1.775 |      |
| 2    | 괸치 러요시 (HUN)               | 1.750 |      |
| 3    | 테미스토클리스 디아키디스 (GRE) | 1.725 |      |
| 3    | 허버트 케리건 (NOR)             | 1.725 |      |
| 5    | 구나르 뢴스트룀 (SWE)           | 1.700 |      |
| 6    | 브루노 쇠데르스트룀 (SWE)       | 1.675 |      |
| 6    | 할프단 비엘게루 (NOR)           | 1.675 |      |
| 8    | 파울 바인스타인 (GER)           | 1.650 |      |
| -    | 구스타프 크로이어 (AUT)         | 불명  |      |
| -    | 테오도르 셰이들 (AUT)           | 불명  |      |
| -    | 레옹 뒤퐁 (BEL)                 | 불명  |      |
| -    | 오게 페테르센 (DEN)             | 불명  |      |
| -    | 니엘스 뢰 (DEN)                 | 불명  |      |
| -    | 오토 보크 (DEN)                 | 불명  |      |
| -    | 앙리 몰리니에 (FRA)             | 불명  |      |
| -    | 장 파포 (FRA)                   | 불명  |      |
| -    | 피터 오코너 (GBR)               | 불명  |      |
| -    | 요세프 크라머 (GER)             | 불명  |      |
| -    | 니콜라오스 안드레아다키스 (GRE) | 불명  |      |
| -    | 니콜라오스 드로시노스 (GRE)     | 불명  |      |
| -    | 니콜라오스 무르무리스 (GRE)     | 불명  |      |
| -    | 세게디 게저 (HUN)               | 불명  |      |
| -    | 소모디 이스트반 (HUN)           | 불명  |      |
| -    | 버르거 팔 (HUN)                 | 불명  |      |

## 메달리스트
| 금               | 은                   | 동                                 |
| 콘 리하이 · 영국 | 괸치 러요시 · 헝가리 | 테미스토클리스 디아키디스 · 그리스 |
| 콘 리하이 · 영국 | 괸치 러요시 · 헝가리 | 허버트 케리건 · 미국               |

## 참고 자료
- (영어) “Athletics at the 1906 Athina Summer Games: Men's High Jump”. sports-reference.com. 2013년 12월 13일에 원본 문서에서 보존된 문서. 2010년 12월 31일에 확인함.
- (영어) De Wael, Herman. “Herman's Full Olympians: "Athletics 1906".”. 2016년 3월 5일에 원본 문서에서 보존된 문서. 2018년 11월 28일에 확인함.